# Церква Санта-Марія-Маджоре (Сірміоне)
Церква Санта-Марія-Маджоре (італ. Chiesa di Santa Maria Maggiore) (інша назва — церква Діви Марії Сніжної (італ. chiesa di Santa Maria della Neve)) — католицька парафіяльна церква в комуні Сірміоне, провінція Брешія. Належить до вікаріату Лаго-Брешіано Веронської діоцезії Католицької церкви, присвячена Діві Марії Сніжній.

## Історія
Перші відомості про існування окремої парафії в Сірміоне сягають VIII століття, тоді в поселенні існувала церква, присвячена святому Мартину. Вона згадується в буллі 1145 року папи Римського Євгенія III як plebem Sirmii cum capellis et decimis.
Сучасна церква зведена у XV столітті на місці та з матеріалу церкви святого Мартина, та освячена у 1512 році. Єдиним документальним свідченням про будівництво церкви є заповіт парафіяльного священика Джованні де Біссі, датований 1450 роком, у якому священик заповідає своїм спадкоємцям виплатити кошти підрядникам за будівельні роботи. Низка вчених вважає, що церква Санта-Марія-Маджоре позначена на топографічній мапі 1439—1441 років, відомій як карта Альмаджа (італ. carta dell'Almagià).
Зі звіту про пастирську візитацію 1526 року відомо, що нова церква також була парафіяльною і нею керував протоієрей.
У XVII столітті в церкві встановили нові вівтарі. Наприкінці XX століття церкву реконструювали.

## Опис
Церква Санта-Марія-Маджоре прямокутна у плані, однонавна, із гранчастою апсидою із наметовим верхом, орієнтована по вісі схід—захід. Чільний фасад гостроверхий, облицьований теракотою, прикрашений портиком із п'ятиарковою аркадою. На місці портика первісно був церковний цвинтар, про що свідчать кілька надгробних плит на підлозі портика. Одна з колон портика виготовлена із давньоримського межового стовпа-міліарія, присвяченого третьому року консульства імператора Юліана Відступника. Ще одною пам'яткою давньоримської доби став меморіальний стовп, присвячений Юпітеру, який за християнських часів переробили на скриньку для пожертв. З північного боку церкви розташована квадратна у плані дзвіниця.
Інтер'єр церкви складається з одної нави, розділеної чотирма арками, пресбітерія, трохи піднятого відносно основного простору, головного та чотирьох бічних вівтарів, присвячених Святому Причастю, святому Антонію, святому апостолу Андрію та Діві Марії з розарієм. Перекриття склепінчасті, підлога облицьована червоним та світлим мармуром. Стіни прикрашені фресками XV століття, втім, на північній стіні при реставрації у 1923—1924 роках були знайдені фрески більш раннього періоду, що може свідчити про те, що ця стіна лишилася від попередньої церкви Святого Мартина. Вікна здебільшого прямокутні, прикрашені вітражами. Дерев'яна статую Мадонни з немовлям також датується XV століттям.

## Галерея

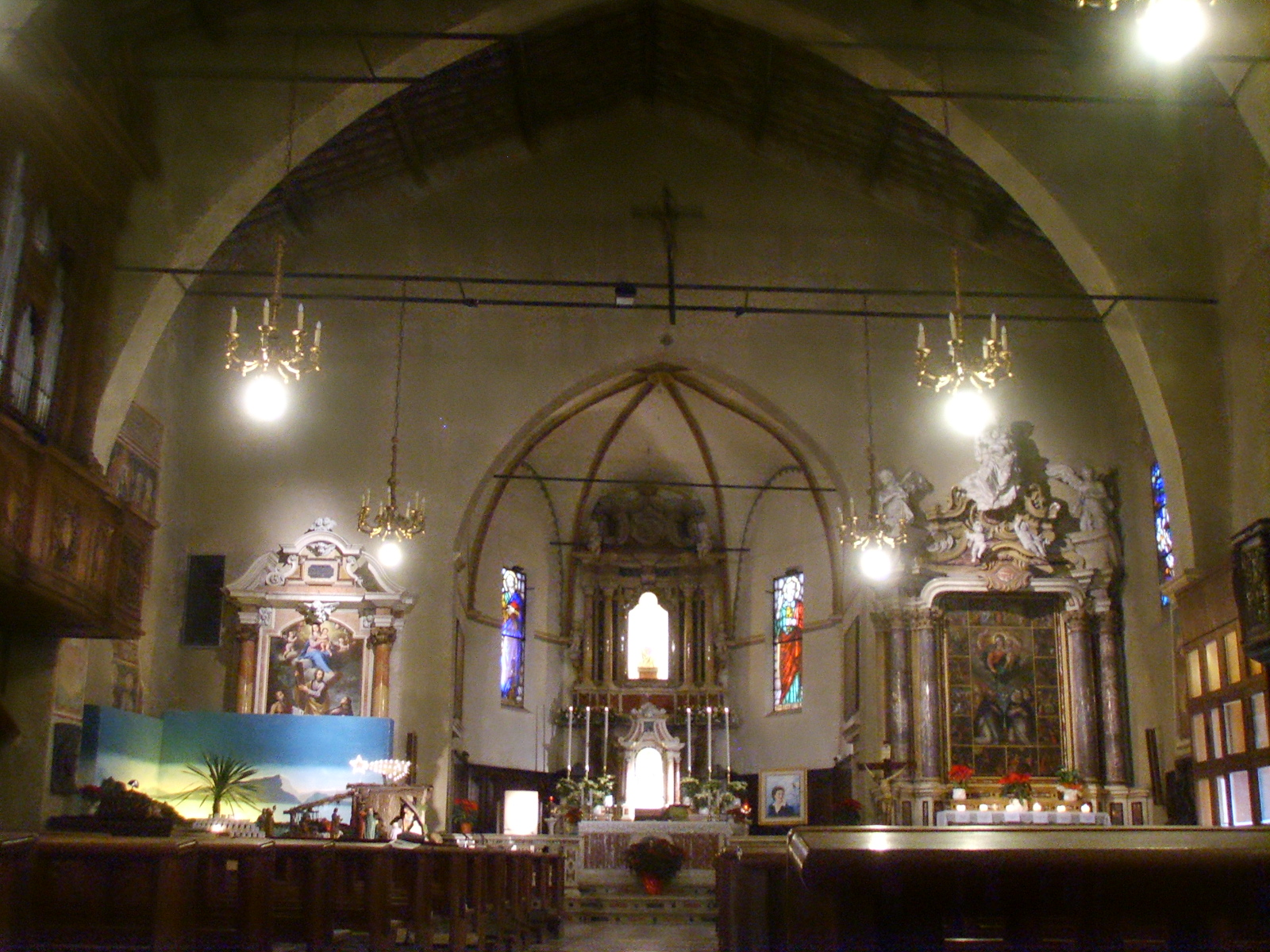
Інтер'єр
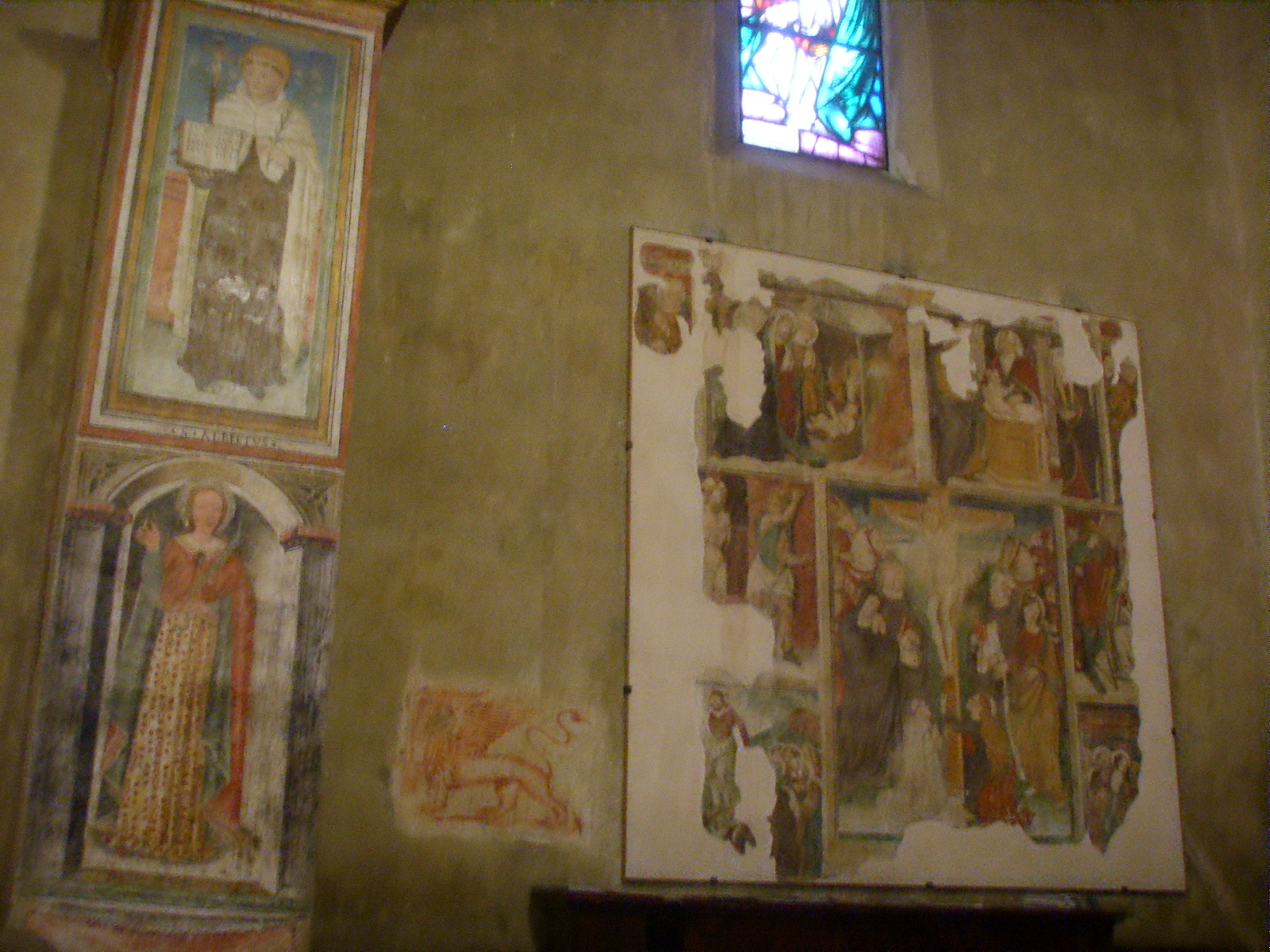
Фрески
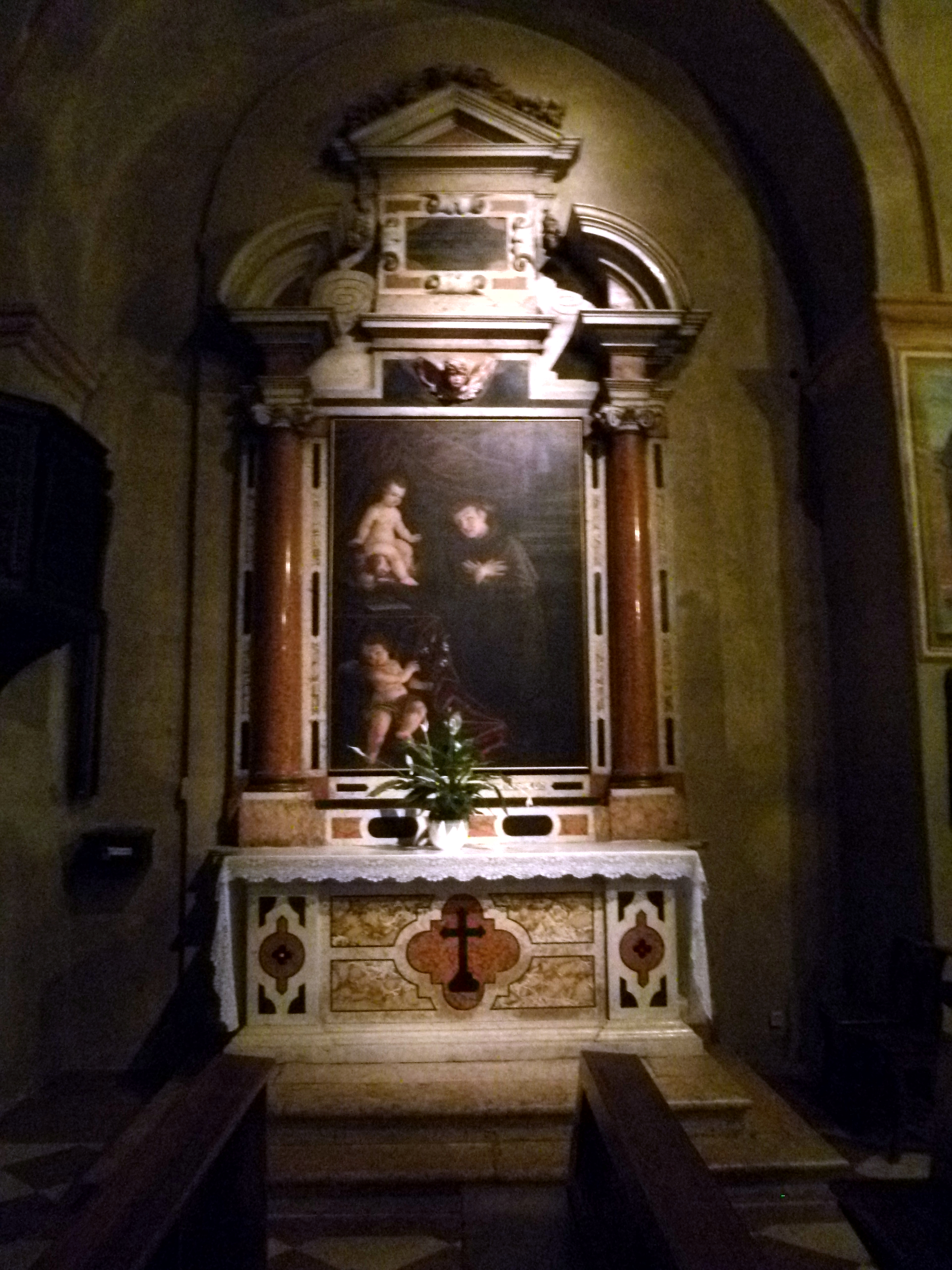
Бічний вівтар святого Антонія
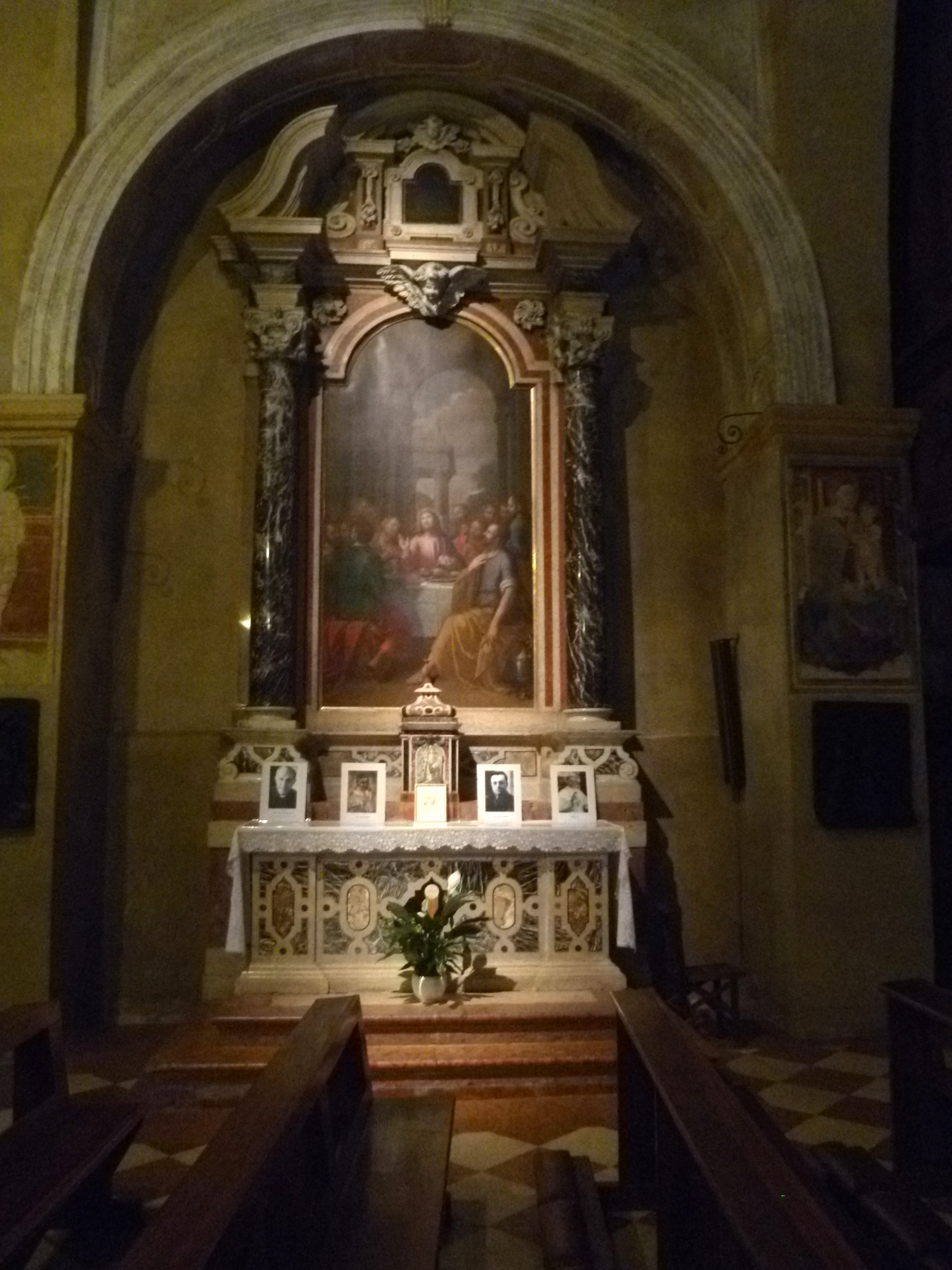
Бічний вівтар Святого Причастя
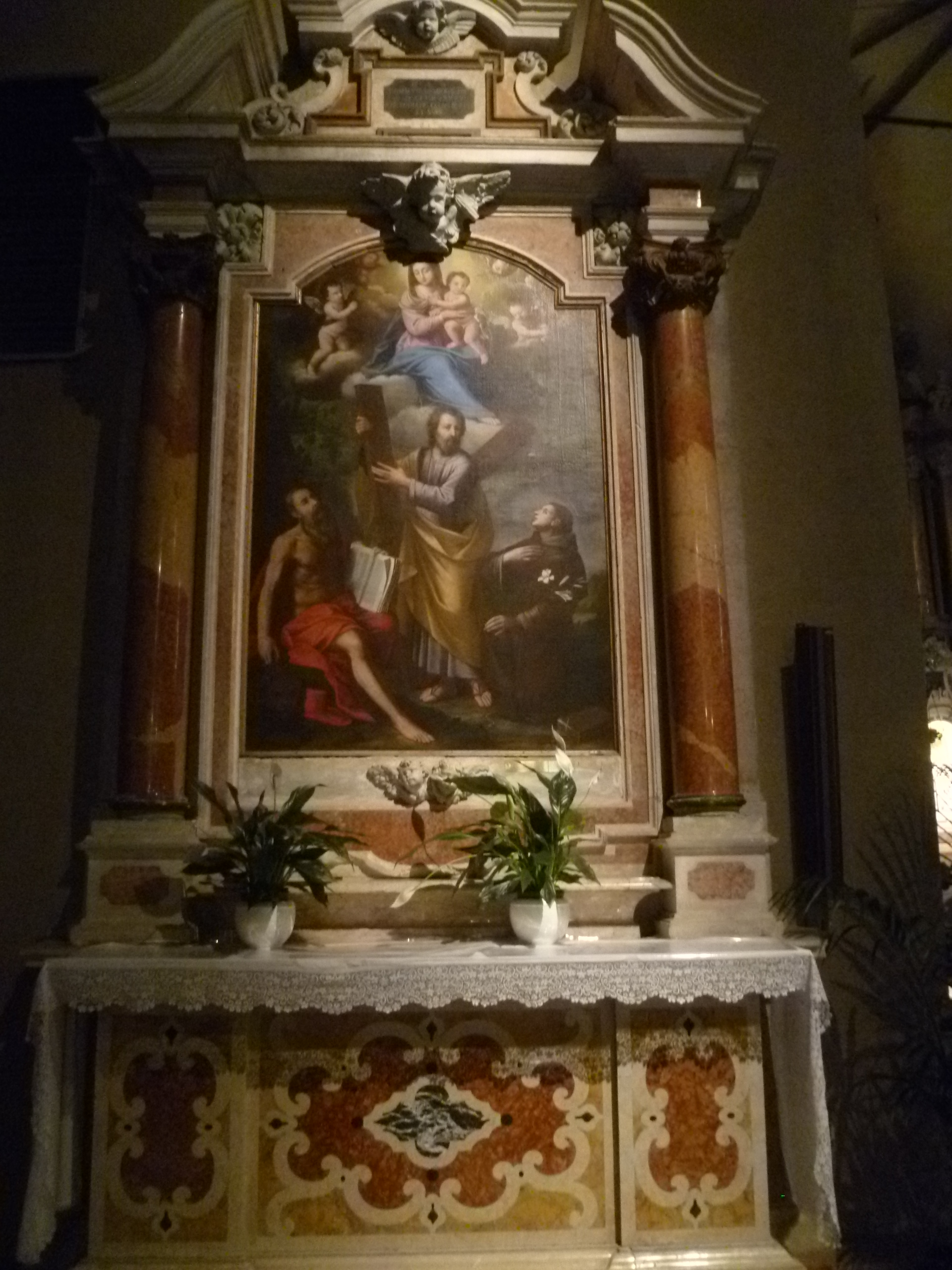
Бічний вівтар святого Андрія
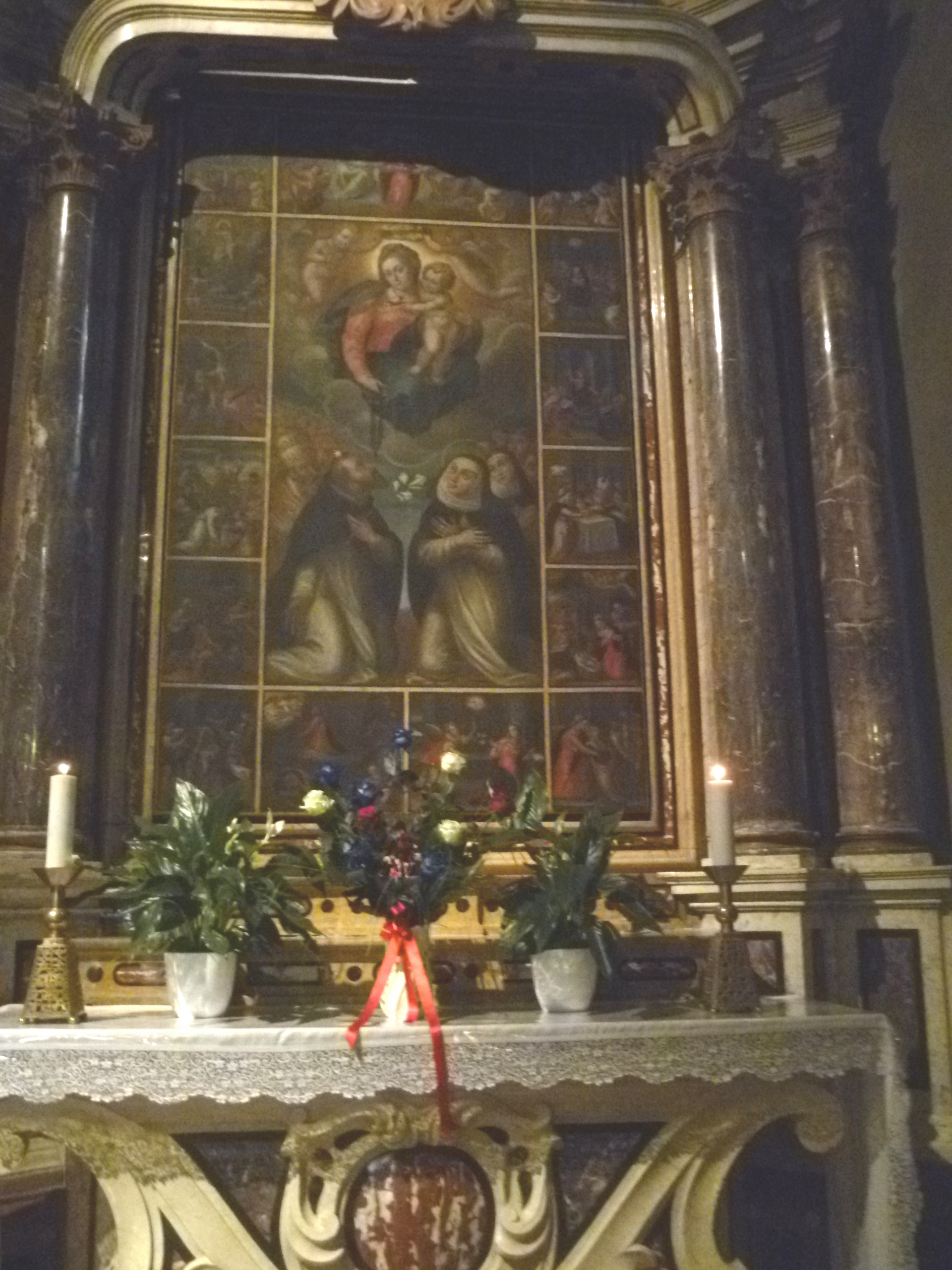
Бічний вівтар Діви Марії Розарія